# Klara Nikolajevna Abašina
Klara Nikolajevna Abašina (rusky Клара Николаевна Абашина; 17. července 1928 Astrachaň – 20. září 2009) byla ruská divadelní herečka.

## Život
Narodila se v rodině učitelky a stranického pracovníka. V roce 1951 absolvovala herecké oddělení divadelní školy v Oděse, jejím učitelem byl herec Alexej Maximov.
V letech 1949 až 1952 hrála v Oděském činoherním divadle sovětské armády (v roce 1953 se divadlo přestěhovalo do Lvova). V letech 1952 až 1959 účinkovala v Kirovově divadle v Astrachani a v letech 1959 až 1967 působila v Lunačarského divadle v Tambově.
Od roku 1966 pracovala v rostovském divadle Maxima Gorkého a učila na místní umělecké škole.
Jejím manželem byl režisér Michail Michajlovič Vachovskij.